# Rubus marshallii
Rubus marshallii är en rosväxtart som beskrevs av Rogers. Rubus marshallii ingår i släktet rubusar, och familjen rosväxter. Inga underarter finns listade i Catalogue of Life.